# Sandrine Holt
Sandrine Holt (* 19. listopadu 1972 Londýn, Anglie) je anglicko-kanadská herečka a modelka.

## Životopis
Holt se narodila v Londýně. Její matka je Francouzka a otec pochází z Číny. V pěti letech se s rodinou přestěhovala do Toronta v Kanadě. Navštěvovala školu ve Willowdale St. Joseph's Morrow Park Catholic Secondary School. Než se stala herečkou pracovala jako modelka v Paříži.

## Kariéra
První role přišla v roce 1991, kdy si zahrála ve filmu Černé roucho. Poté se objevila ve filmech jako Rapa Nui - střed světa, Pocahontas: The Legend nebo v seriálech Once a Thief.
V roce 2006 získala vedlejší roli Evelyn Martin v seriálu 24 hodin. V roce 2007 si zahrála roli Catherine Rothberg v seriálu Láska je láska.
V roce 2012 si zahrála ve filmu Underworld: Probuzení. V roce 2015 si zahrála ve filmu Terminator Genisys a v seriálu Živí mrtví: Počátek konce.
V roce 2016 získala jednu z hlavních rolí v seriálu MacGyver. V roce 2018 začala hrát v seriálu The Crossing.

## Osobní život
Provdala se za producentka Travise Huffa, ale později se rozvedli. Spolu mají dceru.

## Filmografie

### Film
| Rok  | Název                                        | Role             | Poznámky                                                             |
| ---- | -------------------------------------------- | ---------------- | -------------------------------------------------------------------- |
| 1991 | Černé roucho                                 | Annuka           | Nominace – Genie Award v kategorii Nejlepší herečka ve vedlejší roli |
| 1994 | Rapa Nui - střed světa                       | Ramana           |                                                                      |
| 1994 | Dance Me Outside                             | Poppy            |                                                                      |
| 1995 | Pocahontas: The Legend                       | Pocahontas       |                                                                      |
| 1998 | 1999                                         | Suki             |                                                                      |
| 1998 | Gunslinger's Revenge                         | Pearl            |                                                                      |
| 1999 | Loving Jezebel                               | Mona             |                                                                      |
| 2000 | Spěchej dál                                  | Giselle          |                                                                      |
| 2001 | Mission                                      | Ima              |                                                                      |
| 2001 | Hotel "Století" aneb Historie jednoho pokoje | Jin              |                                                                      |
| 2002 | Tělo na tělo                                 | Agentka Bennett  |                                                                      |
| 2003 | Chvíle štěstí                                | Bonnie           |                                                                      |
| 2004 | Resident Evil: Apokalypsa                    | Terri Morales    |                                                                      |
| 2006 | Sam's Lake                                   | Kate             |                                                                      |
| 2011 | Tváře v davu                                 | Nina             |                                                                      |
| 2012 | Underworld: Probuzení                        | Lida             |                                                                      |
| 2013 | Chinese Puzzle                               | Ju               |                                                                      |
| 2015 | Terminator Genisys                           | Detective Cheung |                                                                      |
| 2015 | Povětří                                      | Abby             |                                                                      |
| 2017 | Sorry for Your Loss                          | Tracey           |                                                                      |

### Televize
| Rok       | Název                                     | Role                                   | Poznámky                          |
| --------- | ----------------------------------------- | -------------------------------------- | --------------------------------- |
| 1989      | Pátek třináctého                          | Kamichi                                | díl: „Face of Evil“               |
| 1995      | Tales of the Wild                         | Kanata                                 | díl: „Les légendes du Grand Nord“ |
| 1996      | Poltergeist                               | Ellen                                  | díl: „The Fifth Sepulcher“        |
| 1996      | Agenti z podsvětí                         | Li Ann Tsei                            | televizní film                    |
| 1997–1998 | Agenti z podsvětí                         | Li Ann Tsei                            | 23 dílů                           |
| 1997      | Once a Thief: Brother Against Brother     | Li Ann Tsei                            | televizní film                    |
| 1997      | Krajní meze                               | Jade / Laura                           | díl: „Last Supper“                |
| 1997      | New York Undercover                       | Julie Chin                             | 2 díly                            |
| 1997      | Dva                                       | Diana Polasky                          | díl: „Tale of the Tape“           |
| 1998      | Once a Thief: Family Business             | Li Ann Tsei                            | televizní film                    |
| 2001      | Witchblade                                | Sandrine Malraux / Reportérka TV novin | 2 díly                            |
| 2001      | Earth Angels                              | Wendy                                  | televizní film                    |
| 2002      | Mutant X                                  | Patricia                               | díl: „The Future Revealed“        |
| 2004      | Hvězdná pěchota 2: Hrdinové federace      | Pvt. Jill Sandee                       | televizní film                    |
| 2005      | Kriminálka Miami                          | Melissa Boone                          | díl: „Sex and Tapes“              |
| 2005      | Las Vegas: Kasino                         | Det. Jenny Cho                         | 3 díly                            |
| 2005      | Pohotovost                                | Drew                                   | díl: „Nobody's Baby“              |
| 2006      | 24 hodin                                  | Evelyn Martin                          | 10 dílů                           |
| 2006–2008 | Štvanci                                   | Erin Baxter                            | 5 dílů                            |
| 2007      | Láska je láska                            | Catherine Rothberg                     | 5 dílů                            |
| 2007      | Ohnivý had                                | Christina Andrews                      | televizní film                    |
| 2007      | The Dark Room                             | Leanne Kisoun                          | televizní film                    |
| 2008      | Boj o moc                                 | Mika Namuvai                           | 2 díly                            |
| 2009      | Znuděný k smrti                           | Niko Oh                                | díl: „Stockholm Syndrome“         |
| 2009      | The Phantom                               | Guran                                  | 2 díly                            |
| 2010      | Mentalista                                | Elise Chaye                            | díl: „Vyrovnávání účtů“           |
| 2010      | The Line                                  | Rachel Wu                              | televizní film                    |
| 2011      | Svatyně                                   | Charlotte Benoit                       | díl: „Monzun“                     |
| 2011      | Flashpoint                                | Beth Topp                              | díl: „Slow Burn“                  |
| 2012      | Deadly Hope                               | Denise Landers                         | televizní film                    |
| 2012      | The Listener                              | Christa Merker                         | díl: „Poisoned Minds“             |
| 2013–2014 | Hostages                                  | Sandrine Renault                       | 15 dílů                           |
| 2013–2014 | Dům z karet                               | Gillian Cole                           | 10 dílů                           |
| 2015      | Exposed                                   | Jill                                   | televizní film                    |
| 2015      | The Returned                              | Julie Han                              | 10 dílů                           |
| 2015      | Živí mrtví: Počátek konce                 | Dr. Bethany Exner                      | 3 díly                            |
| 2016      | Satan přichází                            | Paula Sciarra                          | 2 díly                            |
| 2016      | Mrtvý bod                                 | Vanessa Chang                          | díl: „Setkání"                    |
| 2016      | Zákon a pořádek: Útvar pro zvláštní oběti | Nora Wattan                            | díl: „Fashionable Crimes“         |
| 2016      | Mr. Robot                                 | Susan Jacobs                           | 2 díly                            |
| 2016–2017 | MacGyver                                  | Patricia Thornton                      | hlavní role, 12 dílů              |
| 2017      | Love                                      | Jorie                                  | 2 díly                            |
| 2017      | The Art of More                           | Isabel Perry                           | vedlejší role (2. řada), 8 dílů   |
| 2018      | Ve jménu vlasti                           | Simone Martin                          | 8 dílů                            |
| 2018      | Akta X                                    | Dr. Karah Hamby                        | díl: „This“                       |
| 2018      | The Crossing                              | Emma Peralta                           | hlavní role, 7 dílů               |
| 2018      | Zákon a pořádek: Útvar pro zvláštní oběti | Lisa Abernathy                         | 3 díly                            |
| 2019      | FBI                                       | Lynn Carver                            | díl: „Apex“                       |